# Bielzia kimakowizii
Bielzia kimakowizii är en mångfotingart som beskrevs av Karl Wilhelm Verhoeff 1897. Bielzia kimakowizii ingår i släktet Bielzia och familjen Entomobielziidae. Inga underarter finns listade i Catalogue of Life.